# Isabell Herlovsen
Isabell Herlovsen (Haugesund, 1988. június 23. –) norvég női válogatott labdarúgó. A norvég válogatott legeredményesebb gólszerzője.

## Sikerei

### Klubcsapatokban
Norvég bajnok (6):
- Kolbotn (2): 2005, 2006
- Lillestrøm SK (4): 2012, 2014, 2015, 2016

 Norvég kupagyőztes (4):
- Kolbotn (1): 2007
- Lillestrøm SK (3): 2014, 2015, 2016

 Francia bajnok (1):
- Olympique Lyon (9): 2009–2010

 Kínai kupagyőztes (1):
- Csiangszu Szuning (1): 2017

Bajnokok Ligája győztes (1):
- Olympique Lyon: 2010–11

### A válogatottban
Norvégia
- Európa-bajnoki ezüstérmes: 2005
- Algarve-kupa győztes: 2019
- Algarve-kupa bronzérmes: 2008, 2013